# MacOS High Sierra
MacOS High Sierra (версія 10.13) — наступний випуск операційної системи від Apple Inc. для комп'ютерів Macintosh. Фокусується на покращенні функцій та продуктивності, враховуючи оновлення для Фото, Safari та інше. Це анонсовано на WWDC 2017 5 червня.
Metal 2 стала наступною ітерацією графічної бібліотеки від Apple для Mac і iOS, з віртуальною реальністю й особливістю машинного навчання.
MacOS High Sierra також включає підтримку H.265 в апаратному та програмному забезпеченні.
Apple File System (APFS) за умовчанням є файловою системою у High Sierra на відміну від попередніх версій MacOS, де постачалась HFS+.

## Хронологія
| Хронологія операційних систем Macintosh |
| --------------------------------------- |
|                                         |